# Mai 2002
Portal Geschichte | Portal Biografien | Aktuelle Ereignisse | Jahreskalender | Tagesartikel

◄ |
20. Jahrhundert |
21. Jahrhundert

◄ |
1970er |
1980er |
1990er |
2000er
| 2010er | 2020er | 2030er | ►

◄ |
1998 |
1999 |
2000 |
2001 |
2002
| 2003 | 2004 | 2005 | 2006 | ►

◄ |
Februar 2002 |
März 2002 |
April 2002 |
Mai 2002 |
Juni 2002 |
Juli 2002 |
August 2002 |
►
Dieser Artikel behandelt tagesbezogene Nachrichten und Ereignisse im Mai 2002.

## Tagesgeschehen

### Donnerstag, 2. Mai 2002
- Warschau/Polen: 211 Jahre nach dem Beschluss zum Bau des Tempels der Göttlichen Vorsehung im Warschauer Stadtteil Wilanów wird der Grundstein der Kirche gesetzt.[1]

### Freitag, 3. Mai 2002

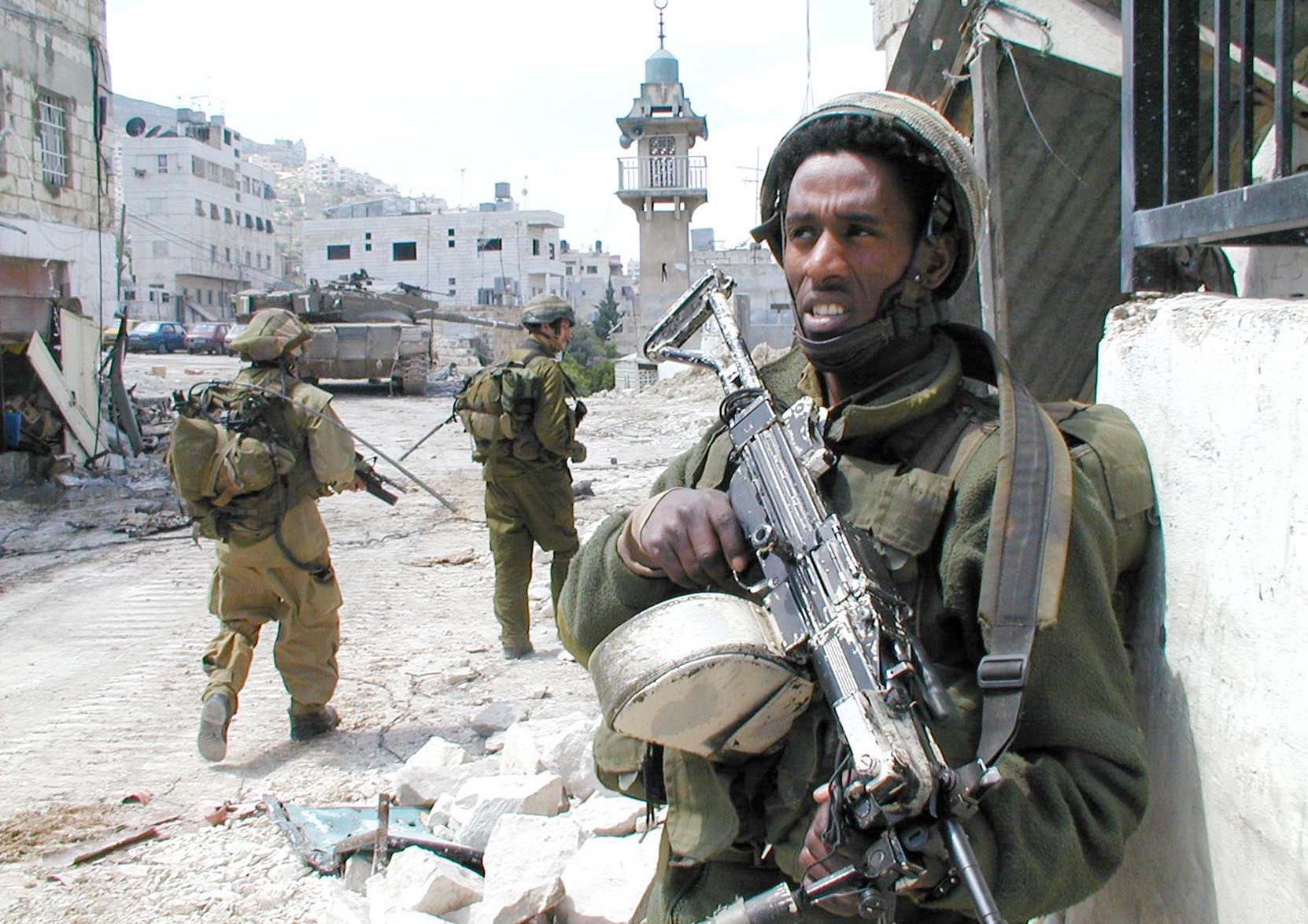
Israelische Soldaten im Westjordanland

- Palästinensische Autonomiegebiete: Die Israelischen Streitkräfte beenden die Operation Schutzschild, während der sie verschiedene Städte der Palästinensischen Autonomiegebiete besetzten, um die Infrastruktur der Terrororganisationen Al-Aqsa-Brigaden, Fatah, Hamas und Islamischer Dschihad sowie des Sicherheitsdiensts der Palästinensischen Autonomiebehörde zu zerstören. Der Rückzug erfolgt, nachdem am 1. Mai für die im Hauptsitz des Präsidenten der Autonomiebehörde Jassir Arafat verschanzten Kämpfer die Auslieferung an US- und Britische Streitkräfte ausgehandelt wurde.[2]

- Dhaka/Bangladesch: Die Fähre MV Salahuddin-2 sinkt im Fluss Meghna. Mindestens 450 Menschen ertrinken.[3]

### Samstag, 4. Mai 2002
- Dortmund/Deutschland: Durch einen 2:1-Sieg am letzten Spieltag gegen Werder Bremen wird Borussia Dortmund Deutscher Fußballmeister 2002.[4]
- Kano/Nigeria: Der EAS-Airlines-Flug 4226 verunglückt beim Start vom Flughafen Kano. Durch den Flugzeugabsturz sterben 71 Fluggäste und Besatzungsmitglieder sowie 78 Menschen am Boden.[5]

### Sonntag, 5. Mai 2002

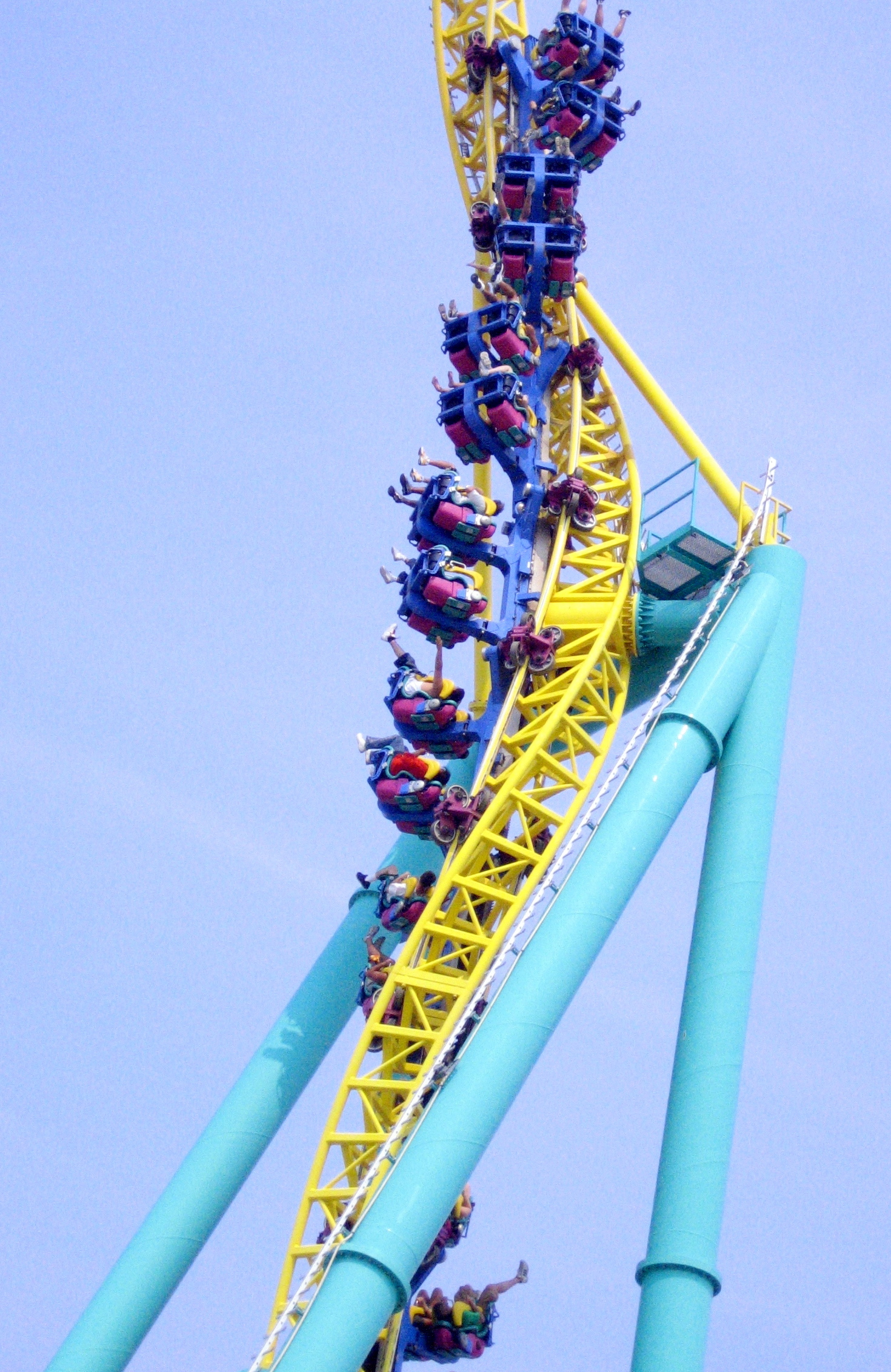
Wicked Twister

- Paris/Frankreich: Amtsinhaber Jacques Chirac gewinnt die zweite Runde der französischen Präsidentschaftswahl mit 82,2 % deutlich gegen den rechtsextremen Jean-Marie Le Pen mit 17,8 %. Dessen gutes Abschneiden bei der ersten Runde hatte landesweit Proteste ausgelöst. Jacques Chirac ernennt Jean-Pierre Raffarin zum Premierminister und Nachfolger von Lionel Jospin, der nach seinem schlechten Abschneiden bei der Präsidentschaftswahl von allen Ämtern zurückgetreten war.[6]
- Sandusky/Vereinigte Staaten: Im Freizeitpark Cedar Point wird der Wicked Twister, die höchste und schnellste Stahlachterbahn vom Typ Twisted Impulse Coaster, eröffnet.

### Montag, 6. Mai 2002
- Hilversum/Niederlande: Der Umweltschützer Volkert van der Graaf erschießt auf einem Parkplatz den populistischen Politiker Pim Fortuyn mit fünf Schüssen. Es handelt sich um den ersten politischen Mord in den Niederlanden – ausgenommen die Zeit des deutschen Nationalsozialismus – seit 1672.[7]

### Dienstag, 7. Mai 2002
- Rischon leTzion/Israel: Ein palästinensischer Selbstmordattentäter reißt bei einem Anschlag 15 Menschen mit sich in den Tod.

### Mittwoch, 8. Mai 2002
- Basel/Schweiz: Der FC Basel ist offiziell Schweizer Fussballmeister 2002.
- Rotterdam/Niederlande: Feyenoord Rotterdam gewinnt den Fußball-UEFA-Cup nach einem 3:2 im Finale gegen Borussia Dortmund.[8]

### Donnerstag, 9. Mai 2002
- Innsbruck/Österreich: Der Titelverteidiger FC Tirol Innsbruck ist offiziell Österreichischer Fußballmeister 2002. Es ist die dritte Meisterschaft in Folge.

### Freitag, 10. Mai 2002

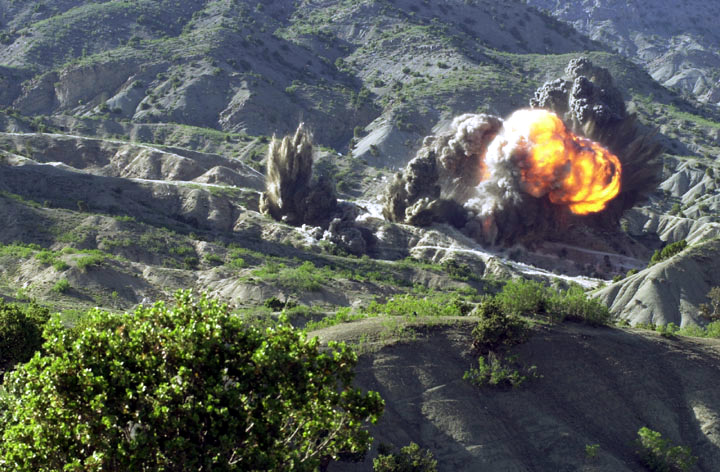
Zerstörung des Tunnelkomplexes durch die Britische Armee

- Paktika/Afghanistan: In der „Operation Snipe“ zerstören britische Pioniertruppen einen Höhlenkomplex im afghanisch-pakistanischen Grenzgebiet zwischen den Regionen Paktika und Paktia. Nach Angaben der Britischen Armee war es die größte durch die Streitkräfte ausgelöste Detonation seit dem Zweiten Weltkrieg.[9]
- Potters Bar/Vereinigtes Königreich: Bei einem Eisenbahnunfall im Bahnhof der Stadt Potters Bar sterben 7 Menschen, 76 werden verletzt. Unter den Todesopfern befand sich der britische Journalist Austen Kark.[10]

### Samstag, 11. Mai 2002
- Berlin/Deutschland: Im Endspiel des DFB-Pokals im Olympiastadion Berlin feiert Titelverteidiger FC Schalke 04 einen 4:2-Sieg gegen Bayer 04 Leverkusen.[11]
- Göteborg/Schweden: Die Slowakei wird Eishockey-Weltmeister durch einen 4:3-Sieg gegen Russland.[12]

### Sonntag, 12. Mai 2002
- Basel/Schweiz: Der FC Basel gewinnt im St. Jakob-Park das Final um den Schweizer Cup im Fussball mit 2:1 gegen den Grasshopper Club Zürich.[13]
- Graz/Österreich: Im Arnold-Schwarzenegger-Stadion gewinnt der Grazer AK gegen den SK Sturm Graz das ÖFB-Cup-Endspiel mit 3:2.[14]
- Baikonur/Kasachstan: Auf dem Kosmodrom Baikonur stürzt das Dach der Montagehalle „MIK-112“ ein und tötet acht Menschen. In ihr befand sich die Raumfähre Buran 1.01, welche auf eine Energija-Trägerrakete ausgestellt war.[15]

### Mittwoch, 15. Mai 2002
- Böblingen/Deutschland: Im Tarifstreit zwischen der IG Metall Baden-Württemberg und dem Arbeitgeberverband Südwestmetall wird nach massiven Streiks in 129 Betrieben mit circa 173.000 Teilnehmern in der Metall- und Elektroindustrie in Baden-Württemberg ein Pilotabschluss erzielt. Er sieht Einkommenserhöhungen von vier Prozent ab Juni 2002 und ab Juni 2003 um weitere 3,1 % vor.
- Den Haag/Niederlande: Bei den Wahlen zum Unterhaus wird die Christen-Democratisch Appèl von Jan Peter Balkenende stärkste Kraft und erreicht 43 der 150 Sitze. Ein Rekordhoch erreicht die Lijst Pim Fortuyn mit 26 Sitzen, nachdem ihr Parteigründer Pim Fortuyn am 6. Mai ermordet worden war.
- Glasgow/Vereinigtes Königreich: Real Madrid schlägt Bayer 04 Leverkusen im Finale der UEFA Champions League mit 2:1. Das Spiel findet vor rund 51.000 Zuschauern im Hampden Park statt.[16][17]

### Sonntag, 19. Mai 2002
- Netanja/Israel: Ein palästinensischer Selbstmordattentäter, der sich als israelischer Soldat verkleidet hat, zündet auf dem Obst- und Gemüsemarkt seinen Sprengstoffgürtel und tötet drei weitere Menschen. Mindestens 50 weitere Personen werden verletzt.[18]

### Montag, 20. Mai 2002

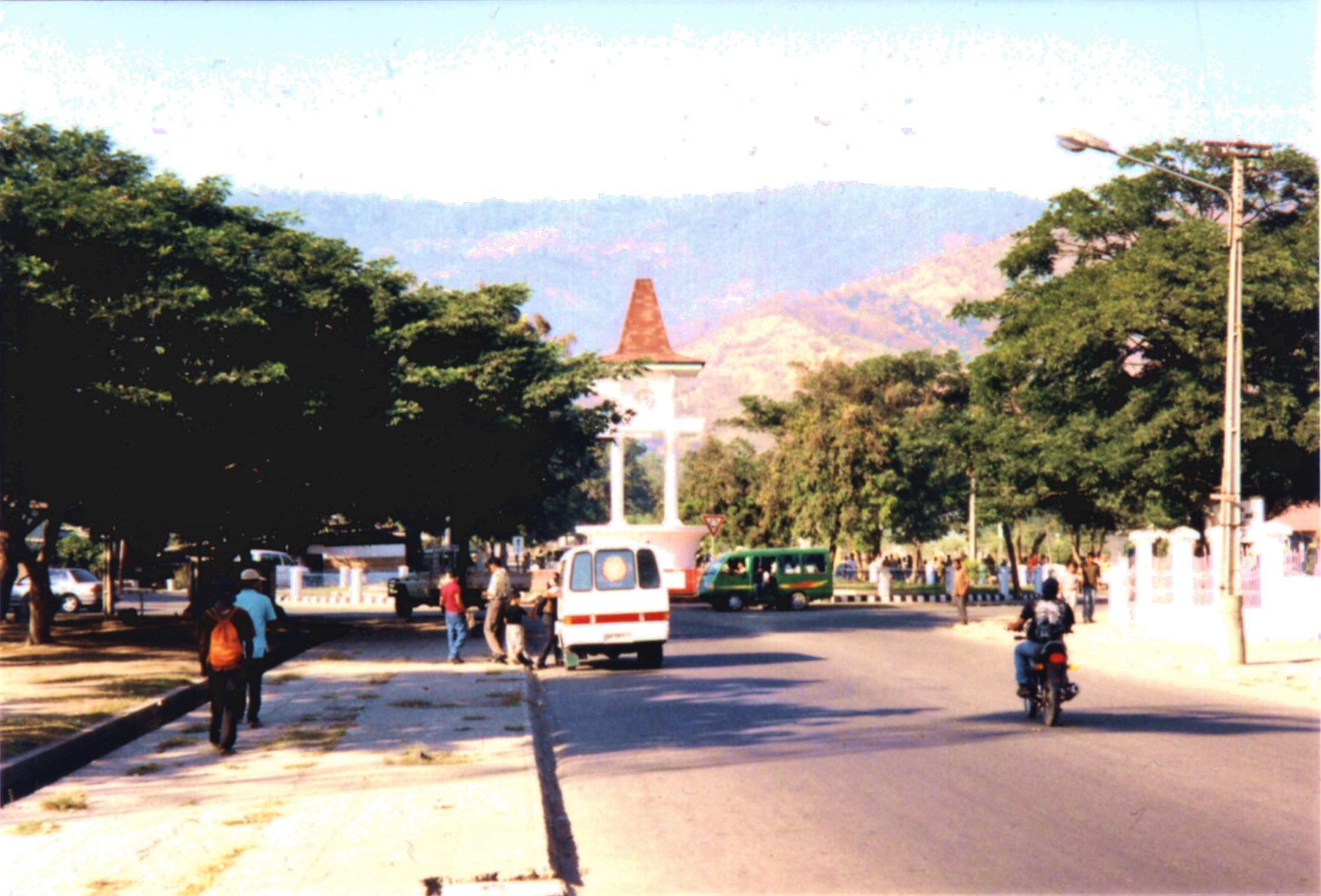
Dili, Osttimor

- Dili/Osttimor: Nach drei Jahren Verwaltung unter den Vereinten Nationen wird Osttimor (Timor-Leste) in einer Zeremonie um Mitternacht in die Unabhängigkeit entlassen.[19]

### Donnerstag, 23. Mai 2002
- Sassenage/Frankreich: In einer Alpenhöhle werden 22 Schulkinder und ihre Begleiter durch ein Hochwasser eingeschlossen. In einer Rettungsaktion werden die Kinder in der Nacht zum Freitag durch über 100 Rettungskräfte, unter ihnen Höhlenforscher, Feuerwehrleute und Spezialkräfte gerettet.[20]

### Samstag, 25. Mai 2002
- Barcelona/Spanien: Neuseeland gewinnt das Finale der Frauen-Rugby-Union-Weltmeisterschaft 19:9 gegen England.
- Tallinn/Estland: Die Lettin Marie N siegt mit ihrem Song I Wanna beim Eurovision Song Contest 2002.
- Taipeh/Republik China: Die Boeing 747-209B des China-Airlines-Flug 611 stürzt in der Nähe der Penghu-Inseln in die Formosastraße. Als Ursache für den Absturz, bei dem 225 Menschen starben, wird Materialermüdung und mangelnde Wartung angegeben.

### Sonntag, 26. Mai 2002
- Tenga/Mosambik: Beim Eisenbahnunfall von Tenga sterben 192 Menschen, 167 werden verletzt.
- Webbers Falls/Vereinigte Staaten: Die Brücke der Interstate 40 über den Arkansas River stürzt auf einer Länge von 180 Metern in den Fluss, nachdem ein Lastkahn einen Pfeiler der Brücke gerammt hat. Bei dem Unglück sterben 14 Personen.[21]

### Dienstag, 28. Mai 2002

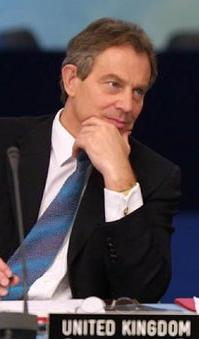
Tony Blair auf dem NATO-Russland-Gipfel

- Pomezia/Italien: Im Ortsteil Pratica di Mare nimmt das Militärbündnis NATO formell partnerschaftliche Beziehungen zu Russland auf. Der neue Partner ist der größte Nachfolgestaat der Sowjetunion, zu deren militärischer Abschreckung die NATO einst gegründet wurde.[22]
- Washington, D.C./Vereinigte Staaten: Die Weltraumorganisation NASA teilt mit, dass ihre Raumsonde 2001 Mars Odyssey große Eisvorkommen auf dem Mars nachweisen konnte.[23]
- Bogotá/Kolumbien: Bei der Präsidentschaftswahl in Kolumbien wird der unabhängige Kandidat Álvaro Uribe Vélez mit 53 % der Stimmen im ersten Wahlgang gewählt.
- London/Vereinigtes Königreich: Der Minister für Verkehr, Kommunalverwaltung und Regionen Stephen Byers aus dem Kabinett Blair II tritt zurück.

### Mittwoch, 29. Mai 2002
- Seoul/Südkorea: Der Schweizer Sepp Blatter, Präsident des Weltfußballverbands FIFA, wird im ersten Wahlgang für eine zweite Amtszeit wiedergewählt.[24]
- San Juan/Puerto Rico: Die Russin Oxana Gennadjewna Fjodorowa gewinnt die 51. Wahl zur Miss Universe.[25]

### Donnerstag, 30. Mai 2002
- New York/Vereinigte Staaten: Mit einer Zeremonie wird die Bergung der bei den Terroranschlägen am 11. September 2001 im World Trade Center (1973–2001) umgekommenen Menschen abgeschlossen. Etwa 3.000 Menschen wurden bei dem Anschlag auf die beiden höchsten Gebäude New Yorks getötet.[26]

### Freitag, 31. Mai 2002
- Seoul/Südkorea: Im Eröffnungsspiel der Fußball-WM besiegt Senegal überraschend den amtierenden Weltmeister Frankreich mit 1:0.[27]
- Helsinki/Finnland: Die grüne Umweltministerin Satu Hassi legt aus Protest gegen den Bau eines weiteren Kernreaktors in Finnland ihr Amt nieder.

## Weblinks

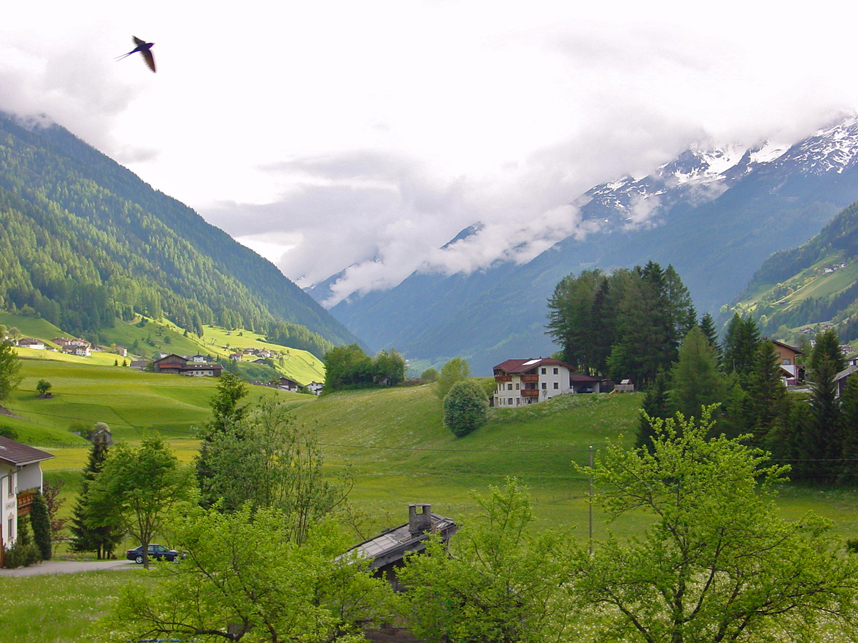
Tirol im Mai 2002